# Adobe Story
Adobe Story était un outil de développement de scripts et de scénarios collaboratif, créé par Adobe Systems Inc., destiné aux professionnels de la création, aux producteurs et aux auteurs. À la fois disponible en tant qu'application web, de bureau, et mobile, le logiciel comprenait des outils de planification et était intégré dans l'Adobe Creative Suite. Le 23 janvier 2018, Adobe annonce qu'il supprimera Adobe Story le 22 janvier 2019, et le logiciel n'est plus en vente depuis.